# NGC 2702
NGC 2702 ist ein Stern im Sternbild Hydra. Das Objekt wurde im Jahr 1876 von Wilhelm Tempel entdeckt und fälschlicherweise in den NGC-Katalog aufgenommen.